# Copa del Emperador 1992
La 72.ª Copa del Emperador (第72回天皇杯全日本サッカー選手権大会 Dai 72-kai Tennōhai Zennihon Sakkā Senshuken Taikai?) fue la edición 1992 de dicha competición de fútbol, la más antigua de Japón. El torneo comenzó el 5 de diciembre de 1992 y terminó el 1 de enero de 1993.
El campeón, al igual que en el año anterior, fue Nissan Yokohama Marinos, tras vencer en la final a Yomiuri Club. Por lo mismo, clasificó a la Recopa de la AFC 1993-94.

## Desarrollo
Fue disputada por 32 equipos, y Nissan Yokohama Marinos ganó el campeonato.

## Equipos participantes

### J. League
- Kashima Antlers
- East Japan Railway Furukawa
- Mitsubishi Urawa
- Yomiuri Club
- Nissan Yokohama Marinos
- Ana Sato Kogyo
- Shimizu S-Pulse
- Nagoya Grampus Eight
- Panasonic Gamba Osaka
- Sanfrecce Hiroshima

### Hokkaidō
- Anfini Sapporo

### Tōhoku
- NEC Yamagata

### Kantō
- Fujita
- NKK
- Toshiba
- Fujitsu
- Universidad de Keiō
- Toho Titanium

### Hokushin'etsu
- YKK
- Kanazawa Club

### Tōkai
- Honda F.C.
- Yamaha
- Chuo Bohan

### Kansai
- Yanmar Diesel
- Universidad de Comercio de Osaka
- Kyoto Shiko
- Universidad de Doshisha

### Chūgoku
- Kawasaki Steel
- Mitsubishi Mizushima

### Shikoku
- Otsuka Pharmaceutical

### Kyūshū
- Nippon Steel Yawata
- Universidad de Fukuoka

## Resultados

### Primera ronda
| Equipo 1                         | Resultado  | Equipo 2                    |
| -------------------------------- | ---------- | --------------------------- |
| Yomiuri Club                     | 2–0        | Universidad de Fukuoka      |
| Yamaha                           | 4–0        | Toho Titanium               |
| Sanfrecce Hiroshima              | 2–0        | Universidad de Doshisha     |
| Mitsubishi Mizushima             | 0–5        | Panasonic Gamba Osaka       |
| Mitsubishi Urawa                 | 2–1        | Anfini Sapporo              |
| YKK                              | 0–4        | Fujitsu                     |
| NKK                              | 2–3        | Yanmar Diesel               |
| Nippon Steel Yawata              | 1–8        | Kashima Antlers             |
| Nagoya Grampus Eight             | 1–3        | Fujita                      |
| Honda F.C.                       | 1–0        | NEC Yamagata                |
| Universidad de Keiō              | 3–2        | Kyoto Shiko                 |
| Otsuka Pharmaceutical            | 0–3        | East Japan Railway Furukawa |
| Nissan Yokohama Marinos          | 8–0        | Kanazawa Club               |
| Universidad de Comercio de Osaka | 3–4        | Ana Sato Kogyo              |
| Toshiba                          | 5–6 (t.s.) | Chuo Bohan                  |
| Kawasaki Steel                   | 0–3        | Shimizu S-Pulse             |

### Segunda ronda
| Equipo 1                | Resultado  | Equipo 2                    |
| ----------------------- | ---------- | --------------------------- |
| Yomiuri Club            | 1–0        | Yamaha                      |
| Sanfrecce Hiroshima     | 2–3 (t.s.) | Panasonic Gamba Osaka       |
| Mitsubishi Urawa        | 3–0        | Fujitsu                     |
| Yanmar Diesel           | 1–2        | Kashima Antlers             |
| Fujita                  | 3–1        | Honda F.C.                  |
| Universidad de Keiō     | 0–1        | East Japan Railway Furukawa |
| Nissan Yokohama Marinos | 4–2 (t.s.) | Ana Sato Kogyo              |
| Chuo Bohan              | 1–4        | Shimizu S-Pulse             |

### Cuartos de final
| Equipo 1                | Resultado          | Equipo 2                    |
| ----------------------- | ------------------ | --------------------------- |
| Yomiuri Club            | 1–1 (t.s.) (4–2 p) | Panasonic Gamba Osaka       |
| Mitsubishi Urawa        | 2–1                | Kashima Antlers             |
| Fujita                  | 1–0                | East Japan Railway Furukawa |
| Nissan Yokohama Marinos | 4–3                | Shimizu S-Pulse             |

### Semifinales
| Equipo 1     | Resultado          | Equipo 2                |
| ------------ | ------------------ | ----------------------- |
| Yomiuri Club | 2–2 (t.s.) (4–3 p) | Mitsubishi Urawa        |
| Fujita       | 0–1                | Nissan Yokohama Marinos |

### Final
| Equipo 1     | Resultado  | Equipo 2                |
| ------------ | ---------- | ----------------------- |
| Yomiuri Club | 1–2 (t.s.) | Nissan Yokohama Marinos |

| 1 de enero de 1993 | Yomiuri Club | 1:2 (1:1, 0:0) (t. s.) | Nissan Yokohama Marinos   | Estadio Nacional, Tokio                                   |                                                           |
|                    | Nakamura 83' | Reporte                | Mizunuma 74' · Jinno 102' | Asistencia: 56.000 espectadores Árbitro(s): Shizuo Takada | Asistencia: 56.000 espectadores Árbitro(s): Shizuo Takada |

|                                            |
| Bandera de Prefectura de Kanagawa          |
| Campeón Nissan Yokohama Marinos 6.º título |